# Деніс Томалла
Деніс Томалла (нім. Denis Thomalla, нар. 16 серпня 1992, Пфорцгайм, Німеччина) — німецький футболіст, нападник клубу «Гайденгайм».

## Ігрова кар'єра

### Клубна
У 2010 році Деніс Томалла перейшов з юнацької команди «Карлсруе» до «Гоффенгайм 1899», з якою одразу виграв Юнацький Кубок Німеччини. Перед початком сезону 2010/11 Томалла був внесений до заявки першої команди і дебютував в основі вже в першому турі нового чемпіонату.
Влітку 2013 року футболіст як вільний агент перейшов до клубу Ліги 3 «РБ Лейпциг», з яким у першому ж сезону виграв турнір і піднявся до Другої Бундесліги. Але наступний сезон футболіст провів в оренді в австрійському «Рід», де забив 10 голів і увійшов у десятку кращих бобмардирів чемпіонату.
У червні 2015 року нападник підписав трирічний контракт з польським «Лехом» але вже наступної зими повернувся до Німеччини, де на правах оренди продовжив грати в клубу «Гайденгайм». А після завершення оренди Томалла підписав з клубом контракт на постійній основі.

### Збірна
В період з 2009 по 2011 роки Деніс Томалла виступав за юнацькі збірні Німеччини.

## Досягнення
Лех
 Переможець Суперкубка Польщі: 2015
Гайденгайм
- Переможець Другої Бундесліги: 2022/23